# Louise Mack
Marie Louise Hamilton Mack (Hobart, 10 ottobre 1870 – Mosman, 23 novembre 1935) è stata una giornalista e scrittrice australiana, conosciuta principalmente per essere stata una delle prime donne corrispondenti di guerra e la prima donna corrispondente di guerra australiana.

## Biografia
Nacque a Hobart, in Tasmania. Frequentò la Sydney Girls High School a Sydney dove conobbe e frequentò la scrittrice Ethel Turner. A partire dal 1898 curò la rubrica A Woman's Letter sul settimanale australiano The Bulletin. Pubblicò il suo primo romanzo (The World is Round) nel 1896, seguito da una raccolta di poesie (Dreams in Flower) nel 1901. In seguito viaggiò in Inghilterra e in Europa e non tornò in Australia fino al 1916.
Nel 1914, allo scoppio della prima guerra mondiale, Mack scrisse dal Belgio per i giornali The Evening News e Daily Mail.
Nel 1915 pubblicò A Woman's Experiences in the Great War, dove descrisse per la prima volta la sua esperienza come corrispondente di guerra. Oltre ad essere stata la prima donna corrispondente di guerra australiana, fu anche la prima australiana a studiare i tedeschi da vicino durante il periodo bellico.
Rimase sotto il fuoco dei proiettili per trentasei ore ad Anversa, attraversando le linee tedesche fino a Bruxelles. Il suo lavoro le valse grande fama in tutta l'Australia, dove tornò nel 1916 e tenne una serie di conferenze sulla sua esperienza. 
In seguito scrisse per il The Sydney Morning Herald e altri giornali e riviste, e finanziò un'importante raccolta fondi per l'associazione umanitaria Australian Red Cross. Negli anni trenta scrisse una serie di articoli per il mensile The Australian Women's Weekly. In quarant'anni di attività scrisse sedici romanzi. Morì a Mosman nel 1935.

## Opere
- The World is Round (1896)
- Teens: A Story of Australian School Girls (1897)
- Girls Together (1898)
- Dreams in Flower (1901)
- An Australian Girl in London (1902)
- Children of the Sun (1904)
- The Red Rose of a Summer (1909)
- Theodora's Husband (1909)
- In a White Palace (1910)
- The Romance of a Woman of Thirty (1911)
- Wife to Peter (1911)
- Attraction (1913)
- The Marriage of Edward (1913)
- The House of Daffodils (1914)
- The Music Makers: the love story of a woman composer (1914)
- A Woman's Experiences in the Great War (1915)
- Teens Triumphant (1933)
- Maiden's Prayer (1934)